# Eeper Weeper
 (décembre 2017).
Eeper Weeper ou Heeper Peeper est une comptine anglaise qui raconte l'histoire d'un ramoneur qui tue sa seconde épouse et cache son corps en haut d'une cheminée.

## Paroles
Eeper Weeper, chimney sweeper,  
Had a wife but couldn't keep her.
Had another, didn't love her,
Up the chimney he did shove her.

## Origines
Selon les folkloristes Iona et Peter Opie, la chanson a été utilisée à partir de la première décennie du XXe siècle.